# 伍德維爾 (密西西比州)
伍德維爾（英語：Woodville）是一個位於美國密西西比州威爾金森縣的城市。根據2010年美國人口普查，該地共人口1,096人，而該地的面積約為2.80平方千米。同時該地也是威爾金森縣的縣治。

## 地理
伍德維爾的座標為31°06′10″N 91°17′59″W / 31.10278°N 91.29972°W，而該地的平均海拔高度為123米（即404英尺）。